# Chromodoris morchii
Chromodoris morchii är en snäckart som beskrevs av Bergh 1879. Chromodoris morchii ingår i släktet Chromodoris och familjen Chromodorididae. Inga underarter finns listade i Catalogue of Life.